# Beschermde gebieden van Rusland
De beschermde gebieden van Rusland (Russisch: Особо охраняемые природные территории; "Speciaal-beschermde natuurlijke gebieden"), afgekort OOPT zijn natuurgebieden in Rusland die enige mate van bescherming krijgen vanuit de Russische overheid. Deze bescherming wordt momenteel geregeld door de federale wet op speciale beschermde natuurgebieden van 14 maart 1995. Deze wet maakt onderscheid naar de volgende categorieën OOPT's:
- zapovedniks (lijst) - strikte natuurreservaten (IUCN-categorie: 1A)
- zakazniks (lijst) - kleine minder strikte natuurreservaten (IUCN-categorie: III of VII)
- nationale parken (lijst) - gedeeltelijk opengestelde natuurreservaten (IUCN-categorie: II)
- natuurparken - relatief nieuwe OOPT-vorm met minder beperkingen voor activiteiten
- natuurmonumenten - losstaande elementen en hun omgeving met belangrijke natuurlijke waarde (IUCN-categorie: III)
- dendrologische parken en botanische tuinen
- gezondheidherstelcentra en kuuroorden met omgeving (minerale bronnen, modderbaden, stranden, watergebieden, ed.)

Een aantal van deze parken (vooral zapovedniks, maar ook enkele nationale parken) hebben de status van biosfeerreservaat.